# Горислав
Горислав — українське і загальнослов'янське чоловіче ім'я, що означає «сяюча слава».
Також існує жіноча форма імені — Горислава.

## Відповідності
У інших народів імені Горислав відповідають імена:
- рос. Горислав

## Персоналії
- Гориславичі — В історичній літературі князів Ольговичів іронічно називають Гориславичами (похідне від імені Горислав). Автор «Слова о полку Ігоревім» назвав засновника цього роду, Олега Святославича, Олегом Гориславичем, за надмірну жадобу влади і розхитування цілісності руської держави.